# Rua Siqueira Mendes
Rua Siqueira Mendes (inicialmente chamada de Rua Norte ou Ladeira do Castelo) é um logradouro público municipal que faz parte do complexo Feliz Lusitânia, localizado ao lado do Forte do Castelo no bairro da Cidade Velha, que faz ligação da praça da Sé com a Feira do Açaí. É também a primeira via pública de trânsito aberta no então município de "Santa Maria de Belém do Pará" ou "Nossa Senhora de Belém do Grão Pará" (atual cidade brasileira de Belém do Pará), no contexto da criação da Capitania do Grão-Pará na década de 1620 durante o governo do capitão-mor Bento Maciel Parente durante a era do Brasil Colônia (1500–1815), dando origem ao bairro Cidade (atual bairro da Cidade Velha).
Os colonizadores chamaram a via de Rua Norte e a atual denominação é uma homenagem ao ex-presidente da província em 1868, o cônego e político Manuel José de Siqueira Mendes (ex-senador imperial).

## História

### Colonização europeia (Feliz Lusitânia)
A região onde se encontra Belém do Pará era inicialmente a movimentada região indígena de Mairi, moradia dos Tupinambás e Pacajás (sob comando do cacique Guaimiaba), um entreposto comercial do cacicado marajoara, onde em 1580 no período Brasil Colônia os portugueses chegaram com a expedição militar Feliz Lusitânia comandada por capitão Francisco Caldeira Castelo Branco e implantaram um núcleo colonial (a mando do rei da União Ibérica/Dinastia Filipina D. Manuel) objetivando ocupar a então Conquista do Pará (ou Império das Amazonas, localizado na então Capitania do Maranhão) e assegurar o domínio na Amazônia Oriental e das drogas do sertão, que os estrangeiros disputavam. Criando assim em 12 de janeiro de 1616 na foz do igarapé do Piry, o povoado colonial português (villa) Feliz Lusitânia junto com um fortim denominado Forte do Presépio, contendo a capela da padroeira Nossa Senhora de Belém ou Santa Maria de Belém.

### Batalhas contra os estrangeiros e indígenas
A fixação do povoado iniciou um período de batalhas contra os estrangeiros (holandeses, ingleses, franceses) para assegurar o domínio da região e contra os habitantes iniciais da região, em um processo de colonização e escravização tentando implantar um modelo econômico baseado na exploração do trabalho indígena e dos recursos primários. Resultando na Revolta Tupinambá, que em janeiro de 1619 tomaram o Forte do Castelo, mas Gaspar Cardoso mudou o curso da guerra ao matar o cacique-guerreiro Guamiaba Tupinambá, resultando em suspensão dos ataques para realização do funeral.
Outras revoltas indígenas ocorreram até julho de 1620, quando em 1621 Bento Maciel Parente, sargento-mor da capitania do Cabo Norte, investiu sobre a aldeia dos índios Tapajós, dizimando-os e dominando a Conquista do Pará. Com a vitória foi nomeado Capitão-Mor do Grão-Pará, a Conquista foi transformada na então Capitania do Grão-Pará (junto a criação do Estado do Maranhão, com sede em São Luiz), e o povoado foi elevado à categoria de município com a denominação de "Santa Maria de Belém do Pará" ou "Nossa Senhora de Belém do Grão Pará" (posteriormente "Santa Maria de Belém do Grão Pará" até à atual Belém) quando foram abertas as primeiras ruas da região, originando o histórico bairro da Cidade Velha. Bento Maciel durante seu governo fortificou o Forte do Presépio, rebatizado-o como "Forte Castelo do Senhor Santo Cristo". E, posteriormente ordenou outras investidas contra os invasores holandeses, expulsando-os da colônia.  

### Cidade Velha
O atual bairro da Cidade Velha, conhecido como Centro Histórico de Belém, o local tem como característica principal a herança arquitetônica portuguesa do período Brasil Colônia. Sendo o bairro referencia do patrimônio histórico e cultural do Pará, que nasceu com a construção do Forte do Presépio (atual Forte do Castelo), construído a mando da Coroa portuguesa, no início do século XVI. 

## Complexo Turístico Feliz Lusitânia
A Rua Siqueira Mendes faz parte do Complexo Turístico Feliz Lusitânia, que é composto por:
- Forte do Castelo;
- Palacete das Onze Janelas;
- Igreja de Santo Alexandre/Museu de Arte Sacra (antigo Palácio Episcopal);
- Catedral Metropolitana de Belém, e;
- Ladeira do Castelo/Rua Norte (atual rua Siqueira Mendes).[29]
- Museu do Círio
- Palácio Lauro Sodré/Museu do Estado do Pará (MEP)
- Palácio Antônio Lemos/Museu de Arte de Belém (MAB)